# Meinardus Schotanus
Meinardus Schotanus (Franeker, 13 oktober 1593 - Utrecht, 6 april 1644) was een Nederlands gereformeerd predikant en hoogleraar theologie. Hij behoort tot de stroming van de Nadere Reformatie.

## Friese tijd
Schotanus was de zoon van de hoogleraar rechten Henricus Schotanus. Zijn vader overleed in 1605. Hierdoor kon Meinardus alleen nog maar studeren aan de universiteit in zijn geboortestad. Hij volgde vanaf 1612 de theologische en taalkundige colleges van Sibrandus Lubbertus, Sixtinus Amama, Johannes Maccovius en Johannes Drusius. In 1616 werd hij predikant te Britsum. In 1626 werd hij hoogleraar aan de Franeker universiteit als opvolger van de overleden Lubbertus. Hier had hij als bijzondere opdracht om de studenten te leren preken. De beide andere hoogleraren, Maccovius en Guilielmus Amesius waren van Poolse respectievelijk Engelse afkomst en beheersten het Nederlands onvoldoende om deze taak op zich te kunnen nemen. Tevens werd Schotanus, die in zijn jeugd veel gestotterd had, academieprediker. In 1630 volgde hij Amama op als bibliothecaris. Twee jaar later, na het vertrek van Amesius als hoogleraar, legde ook Schotanus zijn functie neer en nam een beroep als predikant uit Leeuwarden aan. Omdat het niet goed lukte om opvolgers voor hem en Amesius te vinden was Schotanus in 1636-1637 opnieuw korte tijd werkzaam als hoogleraar en bibliothecaris in Franeker. Zijn leerling Johannes Coccejus volgde hem op.

## In Utrecht
In 1637 werd Schotanus hoogleraar voor de controverstheologie en het Oude Testament aan de recent opgerichte universiteit te Utrecht. Zijn broer Bernardus was hier al hoogleraar rechten. Hoewel Schotanus in zijn leeropdracht de polemische theologie had was hij in zijn Bijbeluitleg weinig polemisch en vooral gericht op de letterlijke betekenis van de tekst.
Samen met Carolus de Maets en vooral Gisbertus Voetius vormde hij hier een theologisch driemanschap dat in dogmatisch opzicht een strikte, orthodoxe koers voer en pleitte voor een puriteinse levensstijl. Alle drie de professoren waren tevens predikant in Utrecht. Zij traden op tegen zaken als dansen, banken van lening, het lidmaatschap van gereformeerden van de katholieke Onze-Lieve-Vrouwe Broederschap in 's-Hertogenbosch. Ingrijpend was vooral het bezwaar dat zij maakten tegen het gebruik van de in beslag genomen geestelijke goederen - en dat waren er nogal wat in de voormalige bisschopsstad Utrecht - voor niet-kerkelijke doeleinden. Toen Schotanus in 1638 in een preek deze zaak aan de orde stelde, kwam hem dit op een reprimande van het stadsbestuur te staan. Hij overleed in 1644 en werd als hoogleraar opgevolgd door Johannes Hoornbeeck.
- Biografisch Portaal: 34312659
- Digitale Bibliotheek voor de Nederlandse Letteren: scho206
- Gemeinsame Normdatei: 104121734
- International Standard Name Identifier: 0000 0000 0357 5871
- Nederlandse Thesaurus van Auteursnamen: 073407720
- Virtual International Authority File: 49654392
- WorldCat: E39PBJm4KCYgbKD63MrQtpPxXd